# Bondaryszki (rejon święciański)
Bondaryszki – dawny zaścianek na Litwie, w okręgu uciańskim, w rejonie święciańskim, w gminie Hoduciszki.

## Historia
W czasach zaborów wieś włościańska w gminie Huduciszki, w powiecie święciańskim, w guberni wileńskiej Imperium Rosyjskiego. W 1866 roku miała 11 dusz rewizyjnych, należała do dóbr skarbowych Stajaciszki. W 1905 roku liczyła 40 mieszkańców, 56 dziesięcin.
W dwudziestoleciu międzywojennym zaścianek leżał w Polsce, w województwie wileńskim, w powiecie święciańskim, w gminie Hoduciszki.
W 1931 w 6 domach zamieszkiwało 38 osób.
Miejscowość została zlikwidowana w 1979 roku.